# Prva nogometna liga NR Slovenije 1947./48.
Prva nogometna liga NR Slovenije u sezoni 1947./48. bilo je treće izdanje prvenstva Narodne Republike Slovenije. Ove sezone predstavljala je treći rang jugoslavenskog nogometnog sustava.
 Sudjelovalo je 8 klubova, a prvak je bila momčad "Garnizon JNA" iz Ljubljane.

## Novosti
Dana 3. i 4. srpnja 1947. održan je treći sastanak Fiskulturnog saveza Jugoslavije, na kojem su se raspravljale mjere za unapređenje razvoja nogometa u zemlji. Najvažnija odluka bila je podjela nacionalnog natjecanja u dvije lige: Prvu saveznu ligu 1947./48. i Drugu saveznu ligu 1947./48. Enotnost Ljubljana, jedini predstavnik Slovenije u nacionalnim natjecanjima, uvršten je u potonju ligu.

Prvenstvo Fiskulturnog saveza Slovenije bilo je podijeljeno u tri razreda na temelju kvalitete momčadi. Članovi prve lige bili su: FD Nafta, FD Triglav, Rudar, Kladivar, Polet, Železničar (Maribor), Garnizon JNA Ljubljana i Krim. Prvoplasirana momčad igrala bi doigravanje za promociju, dok bi posljednjeplasirana momčad igrala doigravanje s prvoplasiranom momčadi druge lige, čiji su članovi bili: Adria Miren, Postojna, Udarnik Kranj, J. Gregorčič, Novo Mesto, M. Sobota, Škofja Loka i FD Litija.

Sve ostale momčadi plasirale su se u treću slovensku ligu, podijeljene u skupine Ljubljana, Maribor, Gorenjska, Dolenjska, Primorje i Celje.

## Ljestvica
| mj.    | klub                         | ut. | pob. | ner. | por. | gol+ | gol- | kvoc  | bod |
| ------ | ---------------------------- | --- | ---- | ---- | ---- | ---- | ---- | ----- | --- |
| 1.     | Garnizon JNA Ljubljana       | 14  | 14   | 0    | 0    | 52   | 18   | 2,888 | 28  |
| 2.     | Kladivar Celje               | 14  | 6    | 3    | 5    | 38   | 26   | 1,461 | 15  |
| 3.     | Železničar Maribor           | 14  | 6    | 3    | 5    | 26   | 22   | 1,181 | 15  |
| 4.     | Nafta Donja Lendava          | 14  | 6    | 1    | 7    | 21   | 24   | 0,875 | 13  |
| 5.     | Polet Maribor                | 14  | 5    | 2    | 7    | 22   | 26   | 0,846 | 12  |
| 6.     | Rudar Trbovlje               | 14  | 4    | 3    | 7    | 22   | 31   | 0,709 | 11  |
| 7.     | Železničar/Triglav Ljubljana | 14  | 4    | 2    | 8    | 15   | 38   | 0,394 | 10  |
| 8.     | Krim Ljubljana               | 14  | 3    | 2    | 9    | 20   | 50   | 0,400 | 8   |
|        |                              |     |      |      |      |      |      |       |     |
| Izvori |                              |     |      |      |      |      |      |       |     |

- Viši rang:
  - Kladivar (Celje) sudjelovao je u kvalifikacijama za popunu Druge savezne lige – nije uspio (izgubio je od Napretka iz Kruševca)
- Ispali:
  - Krim (Ljubljana)
  - Garnizon JNA nije igrao više[3]
- Novi članovi:
  - Udarnik/Korotan (Kranj) i Sobota (Murska Sobota), dva prvoplasirana tima Druge slovenske lige
- Napomena:
  - "Garnizon JNA" iz Ljubljane spominje se i kao "Garnizija JNA"

## Rezultati
Jesenji dio:

31. 8. 1947. Krim – Rudar 0:1, Nafta – Triglav 5:2, Železničar (Mb) – garnizija Ljubljana 2:4, Kladivar – Polet 5:2 

7. 9. 1947. Kladivar – Krim 5:2, Rudar – garnizija Ljubljana 1:5, Železničar (Mb) – Nafta 0:0, Polet – Triglav 4:0

14. 9. 1947. Krim – Triglav 0:1, Nafta – garnizija Ljubljana 2:3, Rudar – Kladivar 1:1

24. 9. 1947. Železničar (Mb) – Polet 0:0

28. 9. 1947. Krim – Železničar (Mb) 1:1, Kladivar – Triglav 6:1, garnizija Ljubljana – Polet 2:1

9. 10. 1947. Železničar (Mb) – Kladivar 2:3

26. 10. 1947. garnizija Ljubljana – Krim 3:2, Železničar (Mb) – Kladivar 1:5, Triglav – Rudar 0:1, Nafta – Polet 3:1

9. 11. 1947. garnizija Ljubljana – Triglav 9:1, Polet – Krim 1:0

16. 11. 1947. Kladivar – garnizija Ljubljana 1:4, Triglav – Železničar (Mb) 2:1, Rudar – Polet 1:2 (poništen), Krim – Nafta 3:1

23. 11. 1947. Nafta – Kladivar 3:1

1. 12. 1947. Rudar – Polet 2:3

7. 12. 1947. Nafta – Rudar 4:1

14. 12. 1947. Železničar (Mb) – Rudar 3:0

21. 12. 1947. Polet – Rudar 4:1

Proljetni dio:

Tijekom zimske stanke Triglav je promijenio ime u Železničar Ljubljana.

29. 3. 1948. garnizija Ljubljana – Železničar (Mb) 2:1, Železničar (Lj) – Nafta 3:0, Polet – Kladivar 1:2, Rudar – Krim 2:2

4. 4. 1948. Krim – Kladivar 2:1, Železničar (Lj) – Polet 2:1, garnizija Ljubljana – Rudar 3:1, Železničar (Mb) – Nafta 3:0

11. 4. 1948. Železničar (Lj) – Krim 1:1, Polet – Železničar (Mb) 0:0, Kladivar – Rudar 3:3

12. 4. 1948. Nafta – garnizija Ljubljana 0:2

18. 4. 1948. garnizija Ljubljana – Polet 4:0, Železničar (Lj) – Kladivar 0:0, Železničar (Mb) – Krim 3:1, Nafta – Rudar 1:0

24. 4. 1948. Polet – Nafta 3:0, Železničar (Mb) – Kladivar 3:2, garnizija Ljubljana – Krim 4:2, Rudar – Železničar (Lj) 4:1

2. 5. 1948. Kladivar – garnizija Ljubljana 2:3, Polet – Rudar 2:1, Nafta – Krim 2:0

9. 5. 1948. Železničar (Lj) – garnizija Ljubljana 2:4, Krim – Polet 6:2, Kladivar – Nafta 4:2

16. 5. 1948. Rudar – Železničar (Mb) 5:2

### Rezultatska križaljka
| kratica | klub                   | GAR | KLA | KRIM | NAF | POL | RUD | ŽELJLJ | ŽELM |
| --- | ---------------------- | --- | --- | ---- | --- | --- | --- | ------ | ---- |
| GAR | Garnizon JNA Ljubljana |     |     |      |     |     |     |        |      |
| KLA | Kladivar Celje         |     |     |      |     |     |     |        |      |
| KRIM | Krim Ljubljana         |     |     |      |     |     |     |        |      |
| NAF | Nafta Lendava          |     |     |      |     |     |     |        |      |
| POL | Polet Maribor          |     |     |      |     |     |     |        |      |
| RUD | Rudar Trbovlje         |     |     |      |     |     |     |        |      |
| ŽELJLJ | Železničar Ljubljana   |     |     |      |     |     |     |        |      |
| ŽELJM | Železničar Maribor     |     |     |      |     |     |     |        |      |
| |                        |     |     |      |     |     |     |        |      |
| podebljan rezultat - utakmice od 1. do 7. kola (1. utakmica između klubova) rezultat normalne debljine - utakmice od 8. do 14. kola (2. utakmica između klubova) rezultat nakošen - nije vidljiv redoslijed odigravanja međusobnih utakmica iz dostupnih izvora rezultat nakošen i smanjen * - iz dostupnih izvora nije uočljiv domaćin susreta prekrižen rezultat - poništena ili brisana utakmica p - utakmica prekinuta 3:0 p.f. / 0:3 p.f. - rezultat 3:0 bez borbe n.i. - nije igrano |                        |     |     |      |     |     |     |        |      |

 Izvori: 

## Kvalifikacije za popunu 2. savezne lige
Budući da se ljubljanski garnizon kao vojna momčad nije mogao plasirati u viši rang, drugoplasirana momčad, Kladivar Celje, plasirala se u doigravanje za plasman u Drugu saveznu ligu 1948./49., ali ih je u prvom krugu eliminirao srbijanski Napredak Kruševac.
| Prvi krug      | Prvi krug | Prvi krug         | 13. 6 1948. | 20. 6. 1948. |
| -------------- | --------- | ----------------- | ----------- | ------------ |
| Kladivar Celje | –         | Napredak Kruševac | 2:2         | 0:3          |

## Poveznice
- Slovenska republička liga
- Nogometno prvenstvo Jugoslavije – 3. ligaški rang 1947./48.
- Druga nogometna liga NR Slovenije 1947./48.
- Slovenske kvalifikacije za Kup maršala Tita 1947.

## Vanjske poveznice
- RSSSF - Slovenia - List of Final Tables 1946-1998
- Razvoj nogometa v Sloveniji med ljeti 1945 - 1950
- Zbornik Medobčinske nogometne zveze Ljubljana 1920–2020